# Lajos Petri
Lajos Petri, pseudonimo di Lajos Pick (Seghedino, 8 giugno 1884 – Budapest, 26 agosto 1963), è stato uno scultore ungherese.

## Biografia
La sua famiglia era proprietaria della manifattura di salumi Pick, fondata da Márk Pick nel 1869. La manifattura – grazie alla competenza dei lavoratori italiani – è stata leader di mercato nel 1883 ed la marca Pick è rimasta una tra le migliori in commercio, noto soprattutto per Winter Salami. Il giovane Pick dopo aveva superato l’Esame di Maturità ha iniziato ad studiare legge in Budapest ed in Berlino. Ha conseguito una laurea in legge nel 1907. In qualunque modo, nel corso della stessa settimana della cerimonia dei diplomi Pick ha fatto visita all’atelier dello scultore Eduard Telcs (Ede Teltsch, 1872–1948) ed è diventato il suo apprendista. Nel 1909, si trasferisce per un periodo a Bruxelles; ed era un grande ammiratore degli scultori belgi, de Rik Wouters (1882–1916), Jules Lagae (1862–1931) ed  Égide Rombeaux (1865–1942), che hanno fortemente influenzato il suo stile. Petri (nel 1928 ha abbandonato il nome Pick per Petri) è conosciuto per i suoi ritratti. A suo avviso: “La somiglianza del ritratto al modello non è un compito facile e non può essere realizzato solamente osservando il modello con obiettività nel modo più preciso. Che lo scultore ha bisogno sono comprensione e affetto, interessato al modello ed a identificarsi quasi interamente con i pensieri e le emozioni del modello. La gente egocentrica e presuntuosa, che manca queste cose, non saranno mai creare un buon ritratto, nemmeno di coloro che amano”. Tuttavia, Petri ha realizzato anche sculture figurative, quali, ad esempio “Atlete alla partenza” (1910), “La Vita” (1912), “La Danzatrice ” (1911). Una delle sue sculture, Il monumento alla memoria del Secondo Ussaro Regimento Ungherese Transilvanico, fu eretta nel Castello Buda.

## Opere
- Ritratto di Zoltán Kodály (1908, gesso)
- Ragazza che sta facendo il bagno (Fürdőző leány) (1909, bronzo)
- La giovane Mary (Fiatal leány, Mary) (1909, marmo)
- Ritratto di Gyula Juhász (1909, pietra, Seghedino)
- Figura nuda (Akt) (1910, gesso)
- Alla partenza (Startoló) (1910, bronzo)
- Vita (Élet) (1912, gesso)
- Miss G. W. (1912, gesso)
- Melisande (1914, bronzo)
- Torso (1914, bronzo)
- Danzatrice (Táncoló lány) (1911, bronzo)
- Ritratto di Lajos Károlyi (1915, bronzo)
- Ritratto di una ragazza giovane (1916, gesso)
- Cavaliere (Kis lovas) (1917, gesso)
- Ritratto della signora Borsay (1917, marmo)
- Suora (Apáca) (1918, marmo)
- Ritratto di Margit Kaffka (1918, gesso)
- Puci I (1921, marmo)
- Il desiderio (Vágy) (1922, gesso)
- Il riposo (Pihenő) (1923, bronzo)
- Danae (1923, gesso)
- Puci II (1923, marmo)
- Puci III (1923, gesso)
- Aurora (Napkelte) (1925, gesso)
- Tristezza (Bánat) (1925, gesso)